# Рашпиль

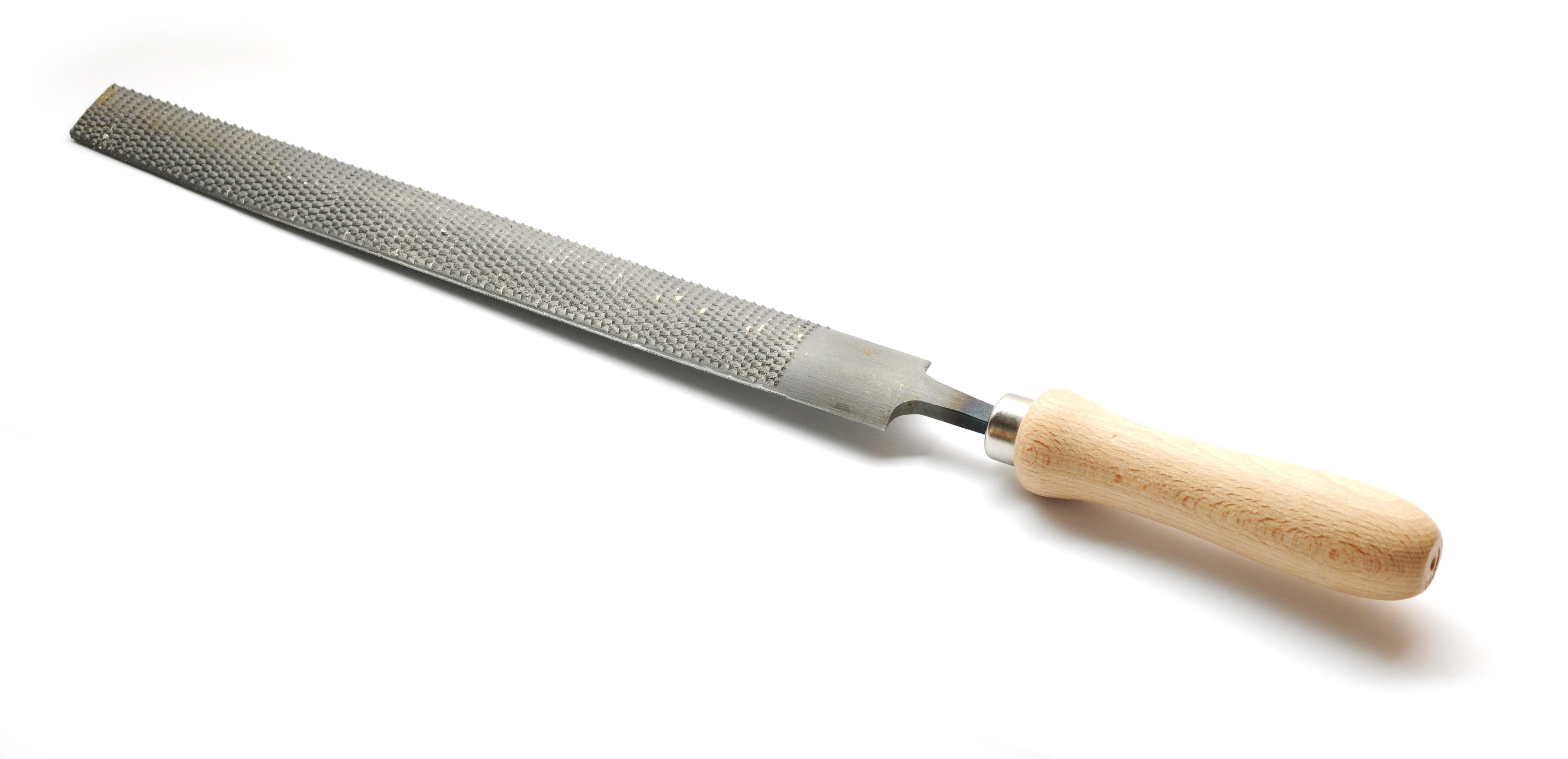
Рашпиль

Рашпиль (нем.  Raspel, от raspeln — скрести) — напильник с самой крупной насечкой для опиловки, главным образом, мягких металлов, древесины и пластмасс.
Относится к режущим инструментам. Часто рашпиль называют «столярным напильником». В отличие от напильника, рашпиль имеет насечку в виде отдельно расположенных выступов или зубьев. Рашпили также изготавливают штампованием: на стальном листе выдавливаются отверстия с острыми торчащими краями.
Используются для обработки мягких материалов: дерева, гипсокартона, пластика, резины, кожи — там, где обычный напильник быстро забивается стружкой и перестает резать. Годится для работы с мягким металлом, камнем. Рашпилем лучше всего заравнивать и заглаживать торцы, края и отверстия изделий. При работе инструментом его нужно использовать на всю длину рабочей поверхности. Рашпиль легко очистить от опилок и пыли металлической щеткой.

## Технические характеристики
Существует международный стандарт ISO 234, которому в России соответствует ГОСТ 6876-79. Эти стандарты определяют количество насечек в зависимости от вида и размера рашпиля. Номера размеров рашпильной насечки определяются количеством зубьев на 1 см²:
крупные — число зубьев 8-12);
средние — число зубьев 12-20);
мелкие — число зубьев 18-22).
Согласно ГОСТу выделяются основные типы рашпилей:
- плоские тупоносые
- плоские остроносые
- круглые
- полукруглые
- сапожные прямые
- сапожные изогнутые двусторонние
- сапожные изогнутые односторонние
- копытные плоские

В настоящее время самыми распространенными, из вышеперечисленных, являются первые четыре. Кроме того, широкое распространение получили специальные виды рашпилей.
Виды рашпилей и их применение
Специальный рашпиль для гипсокартона — обдирочный рашпиль или обдирочный рубанок. Предназначен для обработки торцов гипсокартонных плит. Внешне напоминает рубанок, представляет собой пластиковый или металлический корпус с ручкой. Металлический корпус чаще всего изготавливают из алюминия или силумина — сплава алюминия с кремнием. Наиболее распространенные габариты инструментов: 140×40 мм, 250×40 мм.
Съёмные режущие части (рашпильные пластины) выполнены из закалённой инструментальной стали. Фиксируются на корпусе при помощи натяжного винта.
Размер рашпильной пластины, указанный на упаковке, как правило, соответствуют размерам корпуса рубанка. Образующаяся во время работы пыль скапливается внутри корпуса инструмента. Её легко удалить, перевернув и встряхнув инструмент. На некоторых рубанках рукоятку можно установить в двух позициях.
Другие виды рашпилей
Роторные рашпили используются как насадки для электроинструмента и применяются для профилирования металла, дерева.
Рашпиль скульптора применяется для работы с камнем мягких пород: мрамор, известняк, ракушечник, а также для работ с гипсом, деревом.
Рашпили для маникюра и педикюра различных форм и размеров предназначены для удаления ороговевших участков кожи.
Специальные рашпили используются в хирургии, протезировании, стоматологии.
В животноводстве рашпили используются для ухода за копытами лошадей, коров, овец.